# Nehmitz
Nehmitz ist ein Ortsteil der Stadt Groitzsch im Landkreis Leipzig (Freistaat Sachsen). Der Ort wurde 1935 nach Berndorf eingemeindet. Mit diesem kam er im Jahr 1996 zur Stadt Groitzsch.

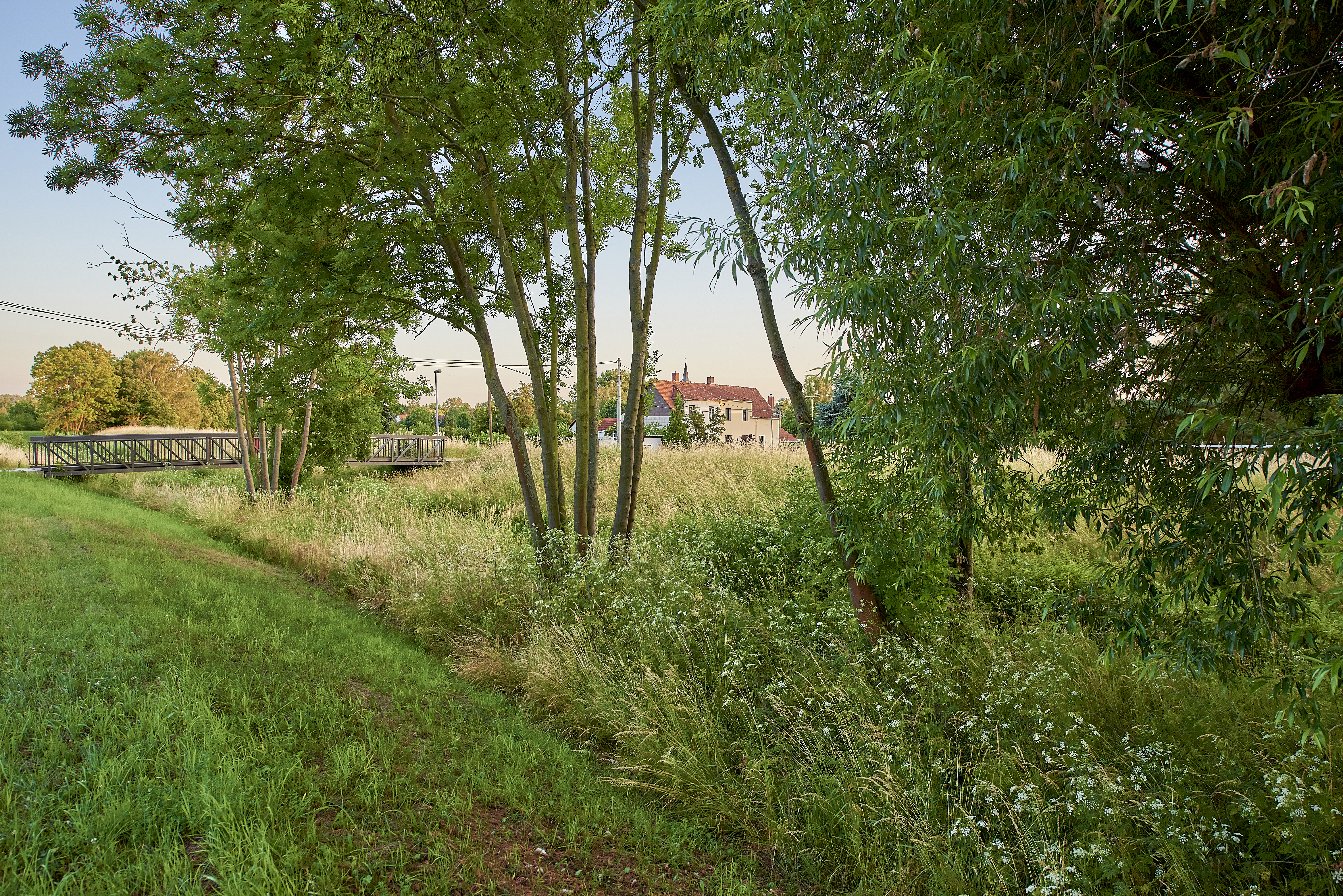
Im Landschaftsschutzgebiet Schnauderaue bei Nehmitz

## Geografie
Nehmitz liegt in der Leipziger Tieflandsbucht zehn Kilometer südöstlich von Groitzsch, östlich des Groitzscher Sees und direkt nördlich der Landesgrenze zu Thüringen (Altenburger Land). Der Ort liegt östlich der Schnauder im südlichen Ende des Landschaftsschutzgebietes Schnauderaue zwischen den ehemaligen Tagebauen  Groitzscher Dreieck im Westen und Schleenhain im Osten. Vom westlichen Nachbarort Berndorf wird Nehmitz durch die Schnauder getrennt, vom nördlichen Nachbarort Kleinhermsdorf durch den Gieltzschgraben. Jenseits der sich im Süden des Orts befindlichen Landesgrenze schließt sich die thüringische Stadt Lucka an.

## Geschichte
Nehmitz wurde bereits im Jahr 1227 erwähnt. Aufgrund seiner Zugehörigkeit zum Bistum Naumburg-Zeitz bildete Nehmitz eine Exklave zwischen dem kursächsischen Amt Borna im Norden und dem zum Herzogtum Sachsen-Altenburg bzw. Sachsen-Gotha-Altenburg gehörigen Amt Altenburg im Süden. Wie die sich in der Nähe befindlichen Exklavenorte Hagenest und Wildenhain gehörte auch die Exklave Nehmitz bis 1815 zum hochstift-naumburg-zeitzischen Amt Zeitz, das seit 1561 unter kursächsischer Hoheit stand und zwischen 1656/57 und 1718 zum Sekundogenitur-Fürstentum Sachsen-Zeitz gehörte. Seit dem Jahr 1548 ist in Nehmitz ein Rittergut erwähnt.
Mit der Ernennung des Kurfürstentums Sachsen zum Königreich gehörte Nehmitz ab 1806 zum Königreich Sachsen. 1814 wurde das Naumburg-Zeitzer Stiftsgebiet als Teil des Königreichs Sachsen unter Generalgouverneur Nikolai Grigorjewitsch Repnin-Wolkonski aufgelöst. Nach der Niederlage Napoleons musste das mit ihm verbündete Königreich Sachsen nach dem Beschluss des Wiener Kongresses im Jahr 1815 einen großen Teil seines Gebietes, darunter das Amt Zeitz, an das Königreich Preußen abtreten. Die östlichen Exklavenorte, d. h. das Amt Breitingen mit Regis, Breitingen und Blumroda und die Zeitzer Amtsorte Nehmitz, Hagenest, Wildenhain und das Rittergut Teuritz verblieben bei Sachsen und wurden dem Amt Borna angegliedert. 1856 kamen Dorf und Rittergut Nehmitz zum Gerichtsamt Borna und 1875 zur Amtshauptmannschaft Borna.
Am 1. April 1935 erfolgte die Eingemeindung von Nehmitz nach Berndorf, mit dem der Ort 1952 zum Kreis Borna im Bezirk Leipzig, 1990 zum sächsischen Landkreis Borna und 1994 zum Landkreis Leipziger Land kam. Der 1949 aufgeschlossene Tagebau Schleenhain (1949–1994) baggerte um 1960/61 den östlichen Bereich der eng beieinander liegenden Orte Kleinhermsdorf und Nehmitz ab. Dabei mussten insgesamt 70 Einwohner umgesiedelt werden. Im Gegensatz zum nordöstlich gelegenen Nachbarort Schleenhain, der dem Tagebau dem Namen gab, wurden die beiden Orte nicht vollständig abgebaggert.
Durch die am 1. Januar 1996 erfolgte Eingemeindung von Berndorf nach Groitzsch wurde Nehmitz ein Ortsteil der Stadt Groitzsch.